# كشكول (دمشق)
كشكول منطقة شعبية في ضواحي دمشق، يعني اسمها الكتاب أو الدفتر باللهجة العامية السورية الذي يستخدم لأكثر من مادة دراسية, وهذا واضح من خلال التركيبة السكانية المختلطة الكشكول من جميع المحافظات السورية والاجئين الفلسطينين والعراقيين القاطنين في سوريا، تعتبر كشكول منطقة حديثة العهد وبنائها غير منظم حاليا، من احياء كشكول اليونسية وحي دير إبراهيم الخليل